# 파드레우르타도
파드레우르타도(스페인어: Padre Hurtado)는 칠레 산티아고 수도주 탈라간테 현의 코무나이다.